# Sudan People’s Liberation Movement–North

Flagge

Sudan People’s Liberation Movement-North (arabisch حركة الشعبية لتحرير السودان-الشمال), kurz SPLM-N, ist eine politische Partei und militante Organisation in der Republik Sudan mit Sitz in den Bundesstaaten Blauer Nil und Süd-Kordofan. Im Jahr 2017 bekämpften ihre beiden Fraktionen SPLM-N (Agar) und SPLM-N (al-Hilu) einander und die sudanesische Regierung. Stand 2023 bekämpft die SPLM-N (al-Hilu) die sudanesischen Streitkräfte, während der Anführer der Agar-Fraktion in die Militärregierung des Sudan aufgenommen wurde.

## Geschichte
Die SPLM-N wurde von der hauptsächlich südsudanesischen SPLM/A gegründet, die nach dem Unabhängigkeitsreferendum im Südsudan 2011 im Südsudan verblieben war. Trotz dem Naivasha-Abkommen setzte der Konflikt sich mit niedrigerer Stärke im Sudan fort. Da die Partei in Konflikt mit dem Staat geriet, ließ der damalige Staatspräsident Umar al-Baschir sie im Jahr ihrer Gründung verbieten.
2011 beteiligte die SPLM-N sich an den Kämpfen um Abyei: kurz nach der Unabhängigkeit des Südsudan griffen die SPLM-N am 19. Juli zusammen mit der Bewegung für Gerechtigkeit und Gleichheit (JEM) die sudanesische Armee in Pisea, südlich von Kaduqli, an. Im August hatten SPLM-N und JEM an Boden gewonnen. Durch den Konflikt wurden fast 400.000 Menschen vertrieben, die an und nahe der Nuba-Berge lebten.
Im Bundesstaat an-Nil al-azraq des Sudan kam es ab dem späten August ebenfalls zu bewaffneten Kämpfen um die Regierungsposition. Im September und Oktober 2011 bildete die SPLM-N in Kurmuk eine Regierung und übernahm so die Kontrolle über einen Großteil des Bundesstaates. Der Konflikt in an-Nil al-azraq verstärkte die allgemeine Angst vor einer neuen Flüchtlingskrise und einer Rückkehr zum Bürgerkrieg im Sudan.
Im September 2012 berichtete Amnesty International, dass Jalila Khamis Koko, eine sudanesische Lehrerin, Menschenrechtlerin und SPLM-Mitglied, festgenommen wurde. Koko wurde nach 10 Monaten Haft am 20. Januar 2013 nach einer Gerichtsverhandlung freigelassen.

## Ziele und Ideologie
Laut ihrer Selbstbeschreibung ist die SPLM „eine sudanesische nationale Bewegung, die die Politik des Zentrums in Khartum ändern und ein neues Zentrum zum Wohle aller Sudanesen aufbauen will, unabhängig von ihrer Religion, ihrem Geschlecht oder ihrer ethnischen Herkunft“. Seit der Wiederaufnahme der Konflikte im Sudan steht die Partei für Verhandlungen und Waffenstillstände. Nichtsdestotrotz warnten einige Anführer der SPLM-N vor einer zweiten Teilung des Sudan.

## Fraktionen
Die SPLM-N hat drei Fraktionen:
- Die SPLM-N (Agar), angeführt von Malik Agar. Ismael Jallab ist ihr Generalsekretär.
- Die SPLM-N (al-Hilu), angeführt von Abdelaziz al-Hilu.[14]
- Die SPLM-N (Arman). Sie wurde im August 2022 von Yasir Arman gegründet, nachdem dieser die Dachorganisation wegen interner Differenzen über den Militärputsch im Sudan 2021 verlassen hatte.[15]